# Litochila guizhouensis
Litochila guizhouensis är en stekelart som beskrevs av He och Chen 1996. Litochila guizhouensis ingår i släktet Litochila och familjen brokparasitsteklar. Inga underarter finns listade i Catalogue of Life.